# Jag har ett budskap, en hälsning från Jesus
"Jag har ett budskap, en hälsning från Jesus" (engelsk originaltitel: "We have a message") är en andlig sång från 1881 med text av Rebecca Rhoda Couch till en melodi av Ira David Sankey.
Texten publicerades första gången den 22 december 1881 i Frälsningsarméns tidskrift The War Cry (Stridsropet).

## Publicering på svenska
- Herde-Rösten 1892 som nr 121 under rubriken "Inbjudning:"
- Musik till Frälsningsarméns sångbok 1907 som nr 208
- Frälsningsarméns sångbok 1929 som nr 74 under rubriken "Frälsningssånger - Inbjudning".
- Frälsningsarméns sångbok 1968 som nr 46 under rubriken "Frälsning".
- Frälsningsarméns sångbok 1990 som nr 347 under rubriken "Frälsning".